# 마쓰마에 시게요시
마쓰마에 시게요시(일본어: 松前 重義, 1901년 10월 24일~1991년 8월 25일)는 6선 중의원 의원을 지낸 일본의 정치인이다.

## 생애
1901년에 구마모토현 가미마시키군 오시마촌(현 가시마정)에서 태어났다. 증조부와 조부는 구마모토번사 출신이며 아버지는 오시마촌장을 지냈다. 마쓰마에는 소학교 5학년 때 구마모토시로 이사를 갔다. 도시인 구마모토시는 고향인 오시마촌과 달리 거리에도 전등이 켜져 있었는데 이를 본 마쓰마에는 예쁘다고 생각했으며 이는 훗날 마쓰마에가 전기를 전공하게 되는 계기가 되었다.
구제 구마모토현립 구마모토 중학교와 구마모토 고등공업학교를 거쳐 도호쿠제국대학(현 도호쿠 대학) 공학부 전기공학과를 졸업했다. 대학을 나온 후 체신성에서 기술직 관료로 근무하며 무부하 케이블 등을 발명해 체신기술의 진보에 공헌했다. 1937년 11월엔 『무부하 케이블에 의한 장거리 통신 방식의 연구』라는 논문을 써 도호쿠제국대학에서 공학 박사 학위를 받았다.
당시에는 법학부 출신이 출세에 훨씬 유리했다. 이런 현상은 기술직 관료가 많은 체신성도 예외가 아니라서 관리직은 모두 법학부 출신 문관들이 차지하고 있었다. 이는 마쓰마에가 신체제운동에 경도되게끔 만들었으며 한편으로 기독교 사상가였던 우치무라 간조가 주재하는 성경연구회와 강연회 등을 다니면서 큰 감명을 받아 교육에도 뜻을 두게되었다.
마쓰마에는 시노하라 노보루 등과 함께 교육연구회를 운영하면서 프로이센과의 싸움에서 패배하여 피폐해진 국가를 교육으로 부흥하는 데 성공한 덴마크의 정신적 지주인 니콜라스 그룬트비에 대해 알게 되었다. 그리고 1934년에 덴마크를 방문해 그룬트비가 만든 민중고등학교를 시찰했다. 귀국 후 무부하 케이블을 발명한 공으로 전기학회로부터 받은 아사노 박사 장학금을 바탕으로 도쿄부에 기독교 학교를 개설해 민중고등학교의 커리큘럼을 본딴 교육을 시행했다. 8명 정도의 학생을 수용할 수 있는 기숙사와 체육관 겸 강당 겸 도서관을 완공한 뒤 일요일에는 예배를 드리고 주2회 덴마크 체조를 하며 월1회 공개 강연을 듣는 식이었다. 도카이 대학장 시노하라, 일본전신전화공사 총재 요네자와 시게루, NFC 사장 고바야시 고지 등이 이 학교 출신이며 이들 외에도 교육계, 재계에서 활약하는 인재들을 배출했다. 제2차 세계 대전의 와중에 운영이 정지되었지만 전후에 학교법인 도카이대학의 모체가 되었다.
1940년 대정익찬회가 발족하자 마쓰마에는 총무국 사무부장에 취임했지만 격렬한 주도권 쟁탈전을 참지 못하고 사임했다. 1941년엔 체신성에 복귀해 공무국장이 되었다. 1942년과 1944년에는 사립구제전문학교인 항공과학전문학교와 전파과학전문학교를 창립했다.
태평양 전쟁을 계기로 일본의 생산력이 미국에 조금도 미치지 못한다는 사실을 알게 된 마쓰마에는 관련 내용을 상부에 보고했지만 이것을 이유로 1944년 칙임관이었음에도 이등병으로 소집돼 마닐라로 보내졌다. 남방군총사령 데라우치 히사이치 원수의 배려로 군정고문으로 근무할 수 있었으며 전후에 무사히 복원했다.
전후에 체신원 총재가 되었지만 1946년 4월에 사임했으며 9월에 공직 추방을 당했다. 1950년 10월 공직 추방이 해제되었으며 1952년 사회당 우파의 공천을 받아 제25회 일본 중의원 의원 총선거에 출마해 정계에 입문했다. 이후 6선 의원을 지내면서 마쓰마에는 중도 보수 정치인이 되어 사공민 노선을 주장하게 된다.
한편 마쓰마에가 설립했던 전파과학전문학교는 전후에 도카이 대학으로 개편됐다. 하지만 일개 관료 출신인 마쓰마에는 학교를 운영할 자금이 부족했기에 차입금과 기부금으로 대학을 운영했고 이 때문에 대학은 자주 재정 위기를 겪어야 했다. 하지만 사업가로서의 재능이 있던 마쓰마에는 당시로선 참신한 학부를 만들고 학교법인의 인수 합병을 추진하는 등 획기적인 대학 운영 방식을 선보여 대학 운영은 곧 정상 궤도에 올라설 수 있었다. 정치인으로서 「원자력기본법」 제정에 앞장선 뒤 도카이대학 공학부에 원자력공학과를 설치했다. 한편 마쓰마에는 일본을 전쟁으로 끌고간 건 육군이 아니라 도쿄 대학 법학부를 졸업한 관료들이라 여겨 1985년까지도 대학에 법학부를 두지 않았다.
소련 정부의 제안을 받아 소련 및 동유럽과의 교류를 목적으로 한 일본대외문화협회를 1966년에 만들었으며 초대 회장을 맡았다. 이후 소련의 첫 야구장인 모스크바 국립 대학교 마쓰마에 시게요시 기념 스타디움 건설에 진력하는 등 국제 교류 사업에도 적극적으로 나섰다. 그 공로로 각국 정부기관이나 대학으로부터 각종 훈장이나 명예학귀를 받았다.
이후 1991년 8월 향년 89세로 사망했다.
무사시노 그린파크 야구장 건립에 공헌했고 수도 대학 야구 연맹을 결성하고 초대 회장을 맡았으며 구소련의 야구장 설립에 기여한 점을 평가받아 2022년에 일본 야구 전당 특별표창자로 선정됐다.

## 가족 관계
장남인 마쓰마에 다쓰오는 도카이 대학 총장과 일본사회당 참의원 의원을 지냈고 차남인 마쓰마에 노리오는 도카이 대학장을, 삼남인 마쓰마에 아오구는 도카이 대학장과 일본사회당 중의원 의원을 역임했다. 이들의 아들들도 도카이 대학에서 이사장에서 교수를 지냈다.

## 역대 선거 기록
|  | 10.17% |

|  | 11.83% |

|  | 15.49% |

|  | 12.39% |

|  | 15.62% |

|  | 12.76% |

|  | 23.98% |